# گروه دی جام جهانی فوتبال ۲۰۱۰
بازی‌ها در گروه دوم جام جهانی فوتبال ۲۰۱۰ که از ۱۱ ژوئن تا ۲۲ ژوئن برگزار شد. در این گروه تیم‌های آلمان، غنا، استرالیا و صربستان حضور داشتند و در پایان مسابقات، تیم آلمان به عنوان نخست و تیم غنا پس از آن به مرحله حذفی جام راه پیدا کردند و دو تیم استرالیا و صربستان با کسب مقامهای سوم و چهارم از ادامه مسابقات جام جهانی باز ماندند.
| تیم      | بازی | برد | مساوی | باخت | گل.ز | گل.خ | ت.گل | امتیاز |
| -------- | ---- | --- | ----- | ---- | ---- | ---- | ---- | ------ |
| آلمان    | ۳    | ۲   | ۰     | ۱    | ۵    | ۱    | ۴+   | ۶      |
| غنا      | ۳    | ۱   | ۱     | ۱    | ۲    | ۲    | ۰    | ۴      |
| استرالیا | ۳    | ۱   | ۱     | ۱    | ۳    | ۶    | ۳−   | ۴      |
| صربستان  | ۳    | ۱   | ۰     | ۲    | ۲    | ۳    | ۱−   | ۳      |

| آلمان | ۰-۴ | استرالیا |
| ----- | --- | -------- |
|       |     |          |

| صربستان | ۱-۰ | غنا |
| ------- | --- | --- |
|         |     |     |

| آلمان | ۱-۰ | صربستان |
| ----- | --- | ------- |
|       |     |         |

| غنا | ۱-۱ | استرالیا |
| --- | --- | -------- |
|     |     |          |

| غنا | ۱-۰ | آلمان |
| --- | --- | ----- |
|     |     |       |

| استرالیا | ۱-۲ | صربستان |
| -------- | --- | ------- |
|          |     |         |